# لورن دایگل
لورن اشلی دایگل (‎/ˈdeɪ.ɡəl/‎) (زاده ۹ سپتامبر 1991) خواننده و ترانه‌سرای موسیقی معاصر مسیحی آمریکایی است. او پس از امضای قرارداد با لیبل موسیقی مرکزی، اولین آلبوم خود را با نام چگونه می‌شود در سال ۲۰۱۵ منتشر کرد. این آلبوم به رتبه ۱ جدول آلبوم‌های مسیحی برتر بیلبورد رسید، توسط انجمن صنعت ضبط موسیقی ایالات متحده آمریکا گواهی پلاتینیوم را دریافت کرد و سه تک‌آهنگ شماره یک در جدول بیلبورد کریستین ایرپلی ("اول"، " اعتماد به تو " و " خداوندا " را تولید کرد).
دایگل در دریاچه چارلز، لوئیزیانا به دنیا آمد و در لافایت، لوئیزیانا بزرگ شد. او تحت تأثیر موسیقی زیدکو، بلوز و کاجون در محیط خود قرار گرفت. مادرش خانه اش را «جعبه موسیقی» نامید، زیرا او همیشه آواز می‌خواند.